# Church's

Animazione calzature Church's

Church's è un'azienda inglese produttrice di calzature appartenente al Gruppo Prada.

## Storia
Church's fu fondata nel 1873 da Thomas Church e i suoi tre figli Alfred, William e Thomas Jr., sebbene la famiglia fosse attiva nel campo calzaturiero dal XVII secolo circa. Nel giro di pochi anni la fabbrica crebbe in fama e dimensioni, espandendosi anche al di fuori della Gran Bretagna.
Coll'avvento del nuovo secolo, Church's cominciò ad esportare i suoi prodotti fuori dall'Europa, prima negli Stati Uniti e Canada, quindi in America del Sud.
Nel 1921 apre il primo negozio di vendita diretta, a Londra; nello stesso anno introduce i primi modelli femminili. Del 1929 il primo negozio americano, a New York.
Nel 1957 l'azienda costruisce e si trasferisce in un nuovo stabilimento a Northampton, dove risiede tuttora. Nel 1999 è stata acquistata dal Gruppo Prada, proprietaria definitiva, dopo una breve parentesi, dal 2006.

## Produzione
La ditta è specializzata in calzature classiche ed eleganti in cuoio, sia maschili che femminili, e relativi accessori (spazzole, lucidi, cere, forme per scarpe).
Le scarpe vengono prodotte a mano da circa 400 artigiani specializzati, impiegati tutti nell'unico stabilimento a Northampton: ogni paio di scarpe necessita di circa 250 passaggi e otto settimane di lavoro, con una produzione media annua di circa 210.000 paia, il 68 % delle quali per il mercato estero (principalmente Italia ed estremo oriente). Il processo di creazione è definito "Good Year Welted Construction", e consiste in una lavorazione particolare che rende semplice la risolatura.

## Distribuzione
I prodotti vengono distribuiti in negozi monomarca distribuiti nel Regno Unito, Italia, Spagna, Belgio, Austria, Irlanda, Svizzera, Paesi Bassi, Svezia, Stati Uniti, Hong Kong e Singapore.
Fra i vari utenti del marchio da citare Tony Blair, James Bond e l'esercito britannico durante la seconda guerra mondiale.

## Riconoscimenti
L'azienda ha vinto la medaglia d'oro all'esibizione del 1884 al Crystal Palace per il modello "Adaptable".
Nel 1965 la Regina Elisabetta II insignì la fabbrica col Queen's Awards for Enterprise e pose il sigillo di riconoscimento reale.